# Carmine Giovinazzo
Pour les articles homonymes, voir Giovinazzo (homonymie).
 (janvier 2011).
Si vous disposez d'ouvrages ou d'articles de référence ou si vous connaissez des sites web de qualité traitant du thème abordé ici, merci de compléter l'article en donnant les références utiles à sa vérifiabilité et en les liant à la section « Notes et références ».
Carmine Giovinazzo né le 24 août 1973 à Staten Island, New York, est un acteur américain d'origine italienne. Il est principalement connu pour son rôle de Danny Messer dans la série télévisée Les Experts : Manhattan.

## Biographie
Carmine Giovinazzo est né le 24 août 1973 dans la ville de New York. Adolescent, son souhait était de devenir baseballer professionnel, et une bourse lui a été offerte pour qu'il continue ses études. Très vite, il est admis chez les Chicago Cubs. Malheureusement son rêve devient irréalisable, à cause d'une blessure au dos, mais il garde un niveau élevé dans ce sport.
Pendant ses années d'études, il rend visite à ses cousins, Larry Romano, acteur (La Ligne rouge) et Buddy Giovinazzo, réalisateur. Celui-ci lui propose un rôle dans son film No way Home, ce qui lui permet de trouver un agent.
Après quelques apparitions dans des films de seconde zone, il déménage à Los Angeles. Au bout de quelque temps, il décroche un rôle dans le pilote de Buffy contre les vampires nommé Bienvenue à Sunnydale.
Carmine Giovinazzo a aussi interprété Scott dans Shasta, une série qui n'a duré qu'une saison.
Il est l'un des deux derniers acteurs à avoir interprété le rôle de victime de la série Columbo dans l'épisode Columbo likes the Nightlife (Columbo mène la danse en français). Il a aussi participé à The Learning Curve.
Le dimanche 11 juillet 2010, il épouse Vanessa Marcil à New York en présence de leurs proches.
En août 2012, Vanessa Marcil demande le divorce pour "différents irréconciliables".

### Les experts: la révélation
Son rôle dans un épisode des Experts, Revenge Is Best Served Cold (littéralement l'équivalent du proverbe « La vengeance est un plat qui se mange froid ») fut la véritable révélation de Carmine Giovinazzo aux yeux du public.
Il obtient un rôle dans Platonically correct, une série américaine qui n'attira pas d'audience et fut vite supprimée, ce qui le rendit disponible pour le casting de CSI : NY (Les experts : Manhattan en français). Cette série contrairement à Platonically correct est un franc succès. Elle obtient l'un des meilleurs taux d'audience à la télévision française[réf. nécessaire], et le personnage de Danny Messer, que joue Carmine, est particulièrement apprécié aux États-Unis.
À noter que, bien que comme David Caruso et Laurence Fishburne, il ait joué dans les trois déclinaisons des experts, il n’interprète le personnage de Danny Messer que dans Les Experts : Miami (épisode 2.23 Poursuite à Manhattan) et Les Experts : Manhattan. Dans Les Experts, il joue le rôle d'un petit truand dans l'épisode 3.1.

## Filmographie

### Cinéma
- 1996 : No Way Home de Buddy Giovinazzo : Frankie Hamm
- 1996 : Conception de David Signal : Billy
- 1997 : Locomotive de Ricardo DiLoreto : Russ
- 1998 : Billy's Hollywood Screen Kiss de Tommy O'Haver : Gundy
- 1999 : Pour l'amour du jeu (For Love of the Game) de Sam Raimi : Ken Strout
- 2000 : Terror Tract de Lance W. Drissen et Clint Huchitson : Franck Sarn
- 2001 : La Chute du faucon noir de Ridley Scott : Goodale
- 2004 : Entre les mains de l'ennemi (In Enemy Hands) de Tony Giglio : Buck Coopero
- 2018 : Duke de Anthony Gaudioso : Dare
- 2022 : Breaking de Abi Damaris Corbin : Un tireur d'élite

### Télévision
- 1997 : Pacific Blue de Bill Nuss : Cody Fisher
- 1997 : Buffy contre les vampires de Joss Whedon : le garçon tué par Darla (Bienvenue à Sunnydale)
- 1999 – 2000 : Shasta de Jeff Eastin : Scott
- 1999 : Providence de John Masius : Kit (Heaven Can Wait)
- 2002 : Les Experts : Thumpy G (Revenge Is Best Served Cold)
- 2003 : Columbo de Jeffrey Reiner : Tony Galper
- 2003 : Le Protecteur de David Hollander : Glen Lighston (Line)
- 2004  : Les Experts : Miami : Danny Messer
- 2004 - 2013 : Les Experts : Manhattan : Danny Messer (VF : Sébastien Desjours)
- 2014 : Graceland : Inspecteur Sid Markham
- 2015 : The Player : Ray
- 2016 : Esprits criminels : Andrew Meeks
- 2020 : Chicago Med : Tyler
- 2020 : Batwoman : Johnny Sabatino

### Téléfilm
- 2002 : Big Shot : Confession d'un bookmaker (Big Shot: Confessions of a Campus Bookie), d'Ernest R. Dickerson : T-Bone